# احمد توکلی
احمد توکلی (۱۳۳۰ – ۱ مرداد ۱۴۰۴)، سیاستمدار ایرانی، عضو مجمع تشخیص مصلحت نظام، رئیس پیشینِ مرکز پژوهش‌های مجلس و نماینده سابق مجلس شورای اسلامی بود.
وی سخنگوی دولت محمدعلی رجایی و وزیر کار و امور اجتماعی مستعفی کابینه اول میر حسین موسوی بود. وی در دوره اول مجلس نماینده بهشهر و در دوره‌های هفتم تا نهم نماینده مردم تهران در مجلس شورای اسلامی نیز بود. توکلی از ابتدای دورهٔ هفتم تا اوایل دورهٔ نهم، ریاست مرکز پژوهش‌های مجلس شورای اسلامی را بر عهده داشت. وی در انتخابات ششم و هشتم ریاست جمهوری کاندیدا بود که در هر دو دوره رقیب اصلی کاندیداهای پیروز (هاشمی و خاتمی) محسوب می‌شد و در رتبه دوم قرار گرفت. وی در انتخابات مجلس دهم با حضور در لیست ائتلافی اصولگرایان تهران شرکت کرد و در نهایت با قرار گرفتن در مرتبه ۳۵ رأی لازم را به‌دست نیاورده و از راهیابی مجدد به مجلس بازماند.

## زندگی
احمد توکّلی به سالِ ۱۳۳۰ در شهر بهشهر به دنیا آمد. نیای او تاجری اصفهانی بود که در اواخر حکومت تزاری با قفقاز و روسیه مراوده تجاری داشت و در پی تجارت به مازندران آمده بود که انقلاب بلشویکی درگرفت و وی که در پی این انقلاب ورشکست شده بود ساکن شمال شد. وی پسرِ دخترخالهٔ ناتنی علی لاریجانی رئیس مجلس شورای اسلامی است. همسر وی نیز دخترخاله برادران لاریجانی است. او هفت فرزند (پنج پسر و دو دختر) دارد. زهیر توکلی پسر احمد توکلی داماد صادق زیباکلام می‌باشد. محمد توکلی پسر دیگر او، از طراحان به نام گرافیک ایران بود که به دلیل نارسایی کبدی در سن ۳۴ سالگی درگذشت.

### درگذشت
توکلی ۱ مرداد ۱۴۰۴ در ۷۴ سالگی درگذشت. او در بخش مراقبت‌های ویژه یکی از بیمارستان‌های تهران بستری بود. او در سال‌های پایانی عمر خود به بیماری پارکینسون مبتلا بود. علت اصلی درگذشت او سکته قلبی اعلام شد.

## تحصیلات
توکلی در سال ۱۳۴۸ برای تحصیل در رشتهٔ برق وارد دانشگاه پهلوی -که پس از انقلاب دانشگاه شیراز نام گرفت- شد. او پیش از فارغ‌التحصیلی به دلیل اعتصاب از این دانشگاه اخراج شد. وی پس از طی دوره کارشناسی، مدرک دکترای اقتصادش را در سال ۱۳۷۵ از دانشگاه ناتینگهام انگلستان با پایان‌نامه‌ای با عنوان «دلایل تورم در اقتصاد ایران، ۱۹۷۲–۱۹۹۰» با حمایت مالی وزارت فرهنگ و آموزش عالی ایران اخذ کرد.
توکلی استادیار گروه علوم سیاسی دانشکده اقتصاد و علوم سیاسی دانشگاه شهید بهشتی بود و در سال ۱۳۹۲ بازنشسته شد.

## سوابق
او به ترتیب رئیس شهربانی، کمیته انقلاب اسلامی، دادیار و دادستان انقلاب بهشهر بود در زمان مسئولیت او بهشهر به خاطر اجرای دقیق حکم قصاص و قطع‌دست دزد، معروف بود.
او در کابینه میرحسین موسوی، وزیر کار و سخنگو بود. پس از استعفا از این سمت، او روزنامه رسالت را بنیان‌گذاری کرد و سپس به انگلستان رفت و در آن‌جا مدرک دکترای اقتصاد خود را از دانشگاه ناتینگهام گرفت. وی پس از بازگشت به ایران در سال ۱۳۷۶ روزنامه فردا را بنیان‌گذاری کرد. این روزنامه پیش از روزنامه‌های مولود دوم خرداد، تجربه‌ای متفاوت و جدی از روزنامه‌نگاری مستقل و نخبه‌گرایانه را به ظهور رساند که بعد از مدت کوتاهی به خاطر اصرار احمد توکلی بر استقلال روزنامه از حمایت کانون‌های قدرت به مشکلات مالی دچار و تعطیل شد.
سعید حجاریان در گفتگو با روزنامه شهروند امروز عنوان کرد که توکلی وام دریافتی جهت راه‌اندازی روزنامه فردا را صرف خرید چاپخانه‌ای کرده. بعدها سعید حجاریان به‌خاطر نادرستی این ادعا، رسماً از احمد توکلی عذرخواهی کرد، و همچنین سعید حجاریان در آن نامه برای توکلی آرزوی توفیق در ادامهٔ راهِ مبارزه با فساد نمود و توکلی نیز، از حجاریان تشکر و قدردانی کرد. توکلی در مجلس اول از زادگاه خود به عنوان نماینده انتخاب شد و در مجالس هفتم و هشتم و نهم به عنوان نماینده اصولگرای تهران انتخاب شد.
وی دو دوره کاندیدای ریاست جمهوری شده که هر دو بار (به ترتیب پس از علی اکبر هاشمی رفسنجانی و سید محمد خاتمی) دوم شده است.
توکلی به عنوان رقیب هاشمی در انتخابات سال ۱۳۷۲ و در حالی‌که اکثر راستی‌ها از هاشمی رفسنجانی حمایت می‌کردند رقیب اصلی وی بود و صریح‌ترین انتقادات را به هاشمی انجام می‌داد. در انتخابات سال ۱۳۸۰ نیز زمانی که اکثر گروه‌های اصلی اصولگرایان در سکوت به‌سر می‌بردند توکلی رقیب اصلی و منتقد صریح و جدی سیاست‌های اقتصادی خاتمی بود.

### نهمین دوره انتخابات ریاست‌جمهوری
توکلی در انتخابات نهم ریاست جمهوری از کاندیداهای اولیه بود، اما بر اساس پیمانی میان کاندیداهای اصولگرا، که بعدها هیچ‌کدام از آن‌ها جز احمد توکلی به آن وفادار نماند به نفع قالیباف کنار رفت. آنان پیمان بسته بودند که به نفع کاندیدایی که در نظرسنجی‌ها پیش افتاد انصراف دهند.
توکلی نقل می‌کند که: "در ۵ تیر و دو روز پس از پیروزی آقای احمدی‌نژاد، در حالی‌که مؤکداً داوطلبی خود را برای ورود به کابینه رد کرده بودم، سه چهره برجسته اصول‌گرا را به آقای احمدی‌نژاد پیشنهاد کردم. وقتی آثار مثبت این کار را برشمردم، ایشان قبول کردند، اما احتمال پذیرش نمی‌دادند. پس از جلب رضایت آنان، آقای احمدی‌نژاد نیز استقبال کردند، ولی بعداً پیغام آمد که: «من در کابینه ژنرال نمی‌خواهم.» بنده هم پاسخ دادم: «دولت جای ژنرال‌هایی است که یک ژنرال ارشد آن‌ها را هماهنگ می‌سازد.»

### مؤسسات و نشریات وابسته
وی مؤسس و اولین مدیر مسئول وبگاه خبری الف بوده و همچنین احمد توکلی اکنون مؤسس و رئیس هیئت مدیره دیده‌بان شفافیت و عدالت است. وی همچنین رئیس هیئت امنای مجتمع فرهنگی آموزشی پسرانه معلم می‌باشد که ۱۷ شهریور ۱۳۶۹ تأسیس شده است.
احمد توکلی در عنوانِ ریاستِ سازمان دیده‌بان شفافیت و عدالت و در مدت مدیریتِ «دیناروند» رئیس اسبق سازمان غذا و دارو، بارها در جمع خبرنگاران علناً هشدار داده، و از رانت و فساد در حوزه دارو سخن گفته بود، رانت و فسادی که درنهایت وی و تشکل مردم‌نهادش را مجبور به شکایت از رسول دیناروند رئیس اسبق سازمان غذا و دارو کرد که با این شکایت مدیر متخلف عزل شد.

## حواشی

### ستار بهشتی
وی در موضوع مرگ ستار بهشتی خواستار پیگیری موضوع توسط کمیسیون امنیت ملی مجلس شد. نطق میان دستور وی در مجلس: این اتفاق باعث شده است که رسانه‌های خارجی در روزهای اخیر موضع‌گیری‌هایی را در این خصوص داشته باشند. دولت‌های خارجی در این باره غوغا به پا کردند چرا وزارت خارجه و دستگاه قضایی در این خصوص توضیح نمی‌دهند، مرگی اتفاق افتاده و باید توضیح داده شود. توصیه می‌کنم اعضای کمیسیون امنیت ملی مجلس و سیاست خارجه این موضوع را پیگیری کنند و گزارش آن را بدهند.

### ادعا دربارهٔ مدرک تحصیلی
در مهر ۱۳۹۰ مدارکی از نحوه پذیرش و بورس دکترای او توسط سایت‌های نزدیک به احمدی‌نژاد منتشر شد که نشانگر برخی تخلفات مالی، تحصیلی و اداری در این مورد بود. در این مدارک نشان داده شده است که او بدون مدرک کارشناسی ارشد اقدام به تحصیل در مقطع دکتری کرده است و مدرک دکتری وی معادل می‌باشد. البته ورود به مقطع دکترا از مقطع کارشناسی در سیستم آموزشی انگلیس مرسوم بوده و ایران تا سال ۲۰۱۰ مدارک دکترای اخذ شده پس از کارشناسی از دانشگاه‌های معتبر انگلیس را «معادل» ارزیابی نمی‌کرده است.

### ادعای گرفتن یک چاپخانه از دولت
سعید حجاریان و مصطفی تاج زاده در سال ۸۹ در میزگردی که توسط نشریه شهروند منتشر شد، ادعا کردند که احمد توکلی چاپخانه گرانقیمتی را به صورت رایگان از طرف سید محمد خاتمی گرفته است. حجاریان در این گفتگو می‌گوید:
[خاتمی] برای روزنامه فردا که متعلق به احمد توکلی بود و فقط ۲۵ تا ۳۰ هزار تیراژ داشت، هم پول کاغذ مفت داد و هم چاپخانه. آن هم برای روزنامه‌ای با تیراژ کم.
این ادعای حجاریان بعداً در نامه محمدرضا رحیمی نیز مورد اشاره قرار گرفت و معاون اول وقت دولت در نامه خود به توکلی نوشت:
از ماجرای روزنامه شما و اخذ مجوز چاپخانه و ارز دولتی و فروش آن که بنا به نظر آقای سعید حجاریان «هم کاغذ مفت گرفته‌اید هم چاپخانه» می‌گذریم و شرح آن را به مجالی دیگر می‌سپاریم.
این ادعا البته با واکنش توکلی هم مواجه شد و گفت:
تهمت چاپخانه گرفتن من هم که به استناد گفته آقای سعید حجاریان تکرار شده است، قبلادر مجله شهروند پاسخ داده شد، که مطلقاً دروغ است. من تمام کمک‌های نقدی و غیرنقدی دولت را به روزنامه فردا در صفحه اول دو شماره آخر به اطلاع مردم رساندم که آنچه از آن‌ها باقی‌مانده بود، صرف بازپرداخت بدهی‌های ناشی از تأسیس روزنامه شد که بخشی از بدهی را نیز با کمک دوستانم تادیه کردم. اگر اینان راستگو بودند، اینجا هم به جای استناد به قول آقای سعید حجاریان که نمی‌دانم از کی برایشان مخبر صادق شده است، به اسناد وزارت ارشاد مراجعه می‌کردند.
۳ سال بعد از تکذیب مجدد توکلی، حجاریان طی نامه‌ای سرگشاده، از وی عذرخواهی کرد و در نامه‌ای به توکلی نوشت:
به قطع می‌گویم که روزنامه فردا جز دستگاه لیتوگرافی ابزار دیگری دریافت نکرده است واز بابت این سهو پوزش می‌خواهم.

## دیدگاه‌های سیاسی

### عزل کردان و افشای مدارک جعلی
توکلی از چهره‌های مطرح اصول گرا است که همواره دید انتقادی نسبت به اصول گرایان داشته است. او اگر چه در ابتدا حامی دولت نهم بود اما به مرور تبدیل به منتقد سرسخت دولت نهم و دولت دهم در زمینه‌های مختلف و بالاخص حوزهٔ تخصصی‌اش اقتصاد شد. همچنین او اولین کسی بود که جعلی بودن مدرک علی کردان را در جلسه رای‌گیری مجلس گوشزد کرد. استعلام سایت الف از دانشگاه آکسفورد در مورد مدرک کردان و مشخص شدن عدم صحت آن نقطهٔ اصلی عزل کردان نبود. در مراسم رای اعتماد کابینه دولت دهم، وی به عنوان مخالف به سخن رانی نپرداخت. وی، کامران دانشجو وزیر پیشنهادی احمدی‌نژاد برای وزارت علوم و برگزارکنندهٔ انتخابات دهم را متهم درجهٔ یک درگیری‌ها خواند.

### انتخابات دهم ریاست‌جمهوری
توکلی در انتخابات دهم ریاست جمهوری سکوت کرد و از فردی حمایت نکرد، ولی در جریان رخدادهای پس از انتخابات ریاست جمهوری دهم از منتقدان دو طرف بود. در واقع وی مخالف رویهٔ معترضان، و منتقد شیوهٔ برخورد و عمل حکومت و دولت با معترضان بود. در جریان پخش اعترافات متهمان دستگیرشده پس از انتخابات ۲۲ خرداد از سیما، سایت الف اعتراض شدیدی از خود نشان داد.

### حضور سپاه در امور عمرانی
توکلی از معدود سیاست‌مداران ایرانی است که همواره نسبت به حضور نیروهای سپاه پاسداران در امور عمرانی کشور در زمان صلح انتقاد داشته است و در اختیار داشتن منابع مالی عظیم در اختیار این گروه را عامل فساد و ضرر برای کشور معرفی کرده است. توکلی واگذاری شرکت مخابرات به سپاه پاسداران را از جمله این موارد می‌داند که علی‌رغم تلاش فراوان توکلی در جلوگیری از این واگذاری، این فروش انجام می‌شود. وی دیدگاه خود را این‌گونه عنوان می‌کند:
امروز، زمانی است که حاکمیت باید دربارهٔ حضور نظامیان در اقتصاد تصمیم قاطعانه بگیرد. اگر تصمیم درست گرفته نشود، افرادی که قدرت نظامی دارند، دارای قدرت اقتصادی هم می‌شوند و به آنجا می‌رسند که قدرت سیاسی را هم در دست بگیرند و این روند با مردمسالاری سازگار نیست؛ با مشی امام و رهبری هم سازگار نیست.

### حمایت از دولت یازدهم
وی در انتخابات دوازدهمین دوره ریاست جمهوری از دادستان رئیسی حمایت کرد و پس از پیروزی حسن روحانی، توکلی از کلیت کابینه وی دفاع کرد. او در ۲۴ شهریور ۱۳۹۲، پس از انتصاب جعفر توفیقی به عنوان سرپرست وزارت علوم بیشترین اعضای وزارت علوم را طرفدار جریان اصلاح‌طلبی دانست و گفت:
«برای این وزارتخانه نمی‌توان یک اصول‌گرا را انتخاب کرد، البته باید از اصلاح‌طلبی استفاده کرد که پایبند به انقلاب و اصول نظام باشد… آقای توفیقی با بر عهده گرفتن ریاست ستاد دکتر عارف قصد داشت تا در مقابل تحریم کنندگان انتخابات ایستادگی کند، چرا که او نظام و انقلاب را قبول دارد.»

### ماجرای رای دادن به احمدی‌نژاد
توکلی که ابتدا حامی دولت نهم بود اما بعدها به منتقد سرسخت دولت نهم و دولت دهم تبدیل شد در ۲۹ خرداد ۱۳۹۳، یک سال پس از رفتن احمدی‌نژاد از دولت، با بیان این‌که فضای فساد از زمان احمدی‌نژاد گسترده و بی‌محابا شد در مورد وی گفت:
یک بار بنده به خدمت مقام معظم رهبری رفتم و گفتم یک روز هم صدارت احمدی‌نژاد را قبول ندارم، اما اضطرارا به او رای می‌دهم زیرا پایگاه اجتماعی موسوی به گونه‌ای است که ظرفیت تحرک اجتماعی علیه رهبری را دارد و احمدی‌نژاد اگر هم بخواهد از چنین ظرفیتی برخوردار نیست و در نتیجه من اضطرارا و از سر اجبار به احمدی‌نژاد رای دادم.
او همچنین گفت:
در زمان احمدی‌نژاد، به شکل استبدادی تصمیماتی در کشور اتخاذ شد و به عنوان نمونه پروژه مسکن مهر که معتقدم یکی از بهترین طرح‌ها بود به خاطر افزایش مقیاس و چاپ پول از سوی بانک مرکزی سبب تورم و رشد نقدینگی شد.

وضع کشور ما به لحاظ گسترش فساد خوب نیست و در واقع این امر سبب شرمندگی است که در یک حکومت دینی و اسلامی کار به جایی رسد که از این بلایا سخن به میان آید. از میان ۱۸۳ کشور، جمهوری اسلامی درجه ۱۴۴ فساد را به خود اختصاص داده و ریشه این امر سپردن قدرت به دست افراد و طرز برخورد حاکم با جامعه است.